# Cleorina vietnamica
Cleorina vietnamica là một loài bọ cánh cứng trong họ Chrysomelidae. Loài này được Medvedev & Eroshkina miêu tả khoa học năm 1983.